# کبوتر کوهپایه
[[پرونده:Columba palumbus -garden post-8.jpg|بندانگشتی|(Columba palumbus)

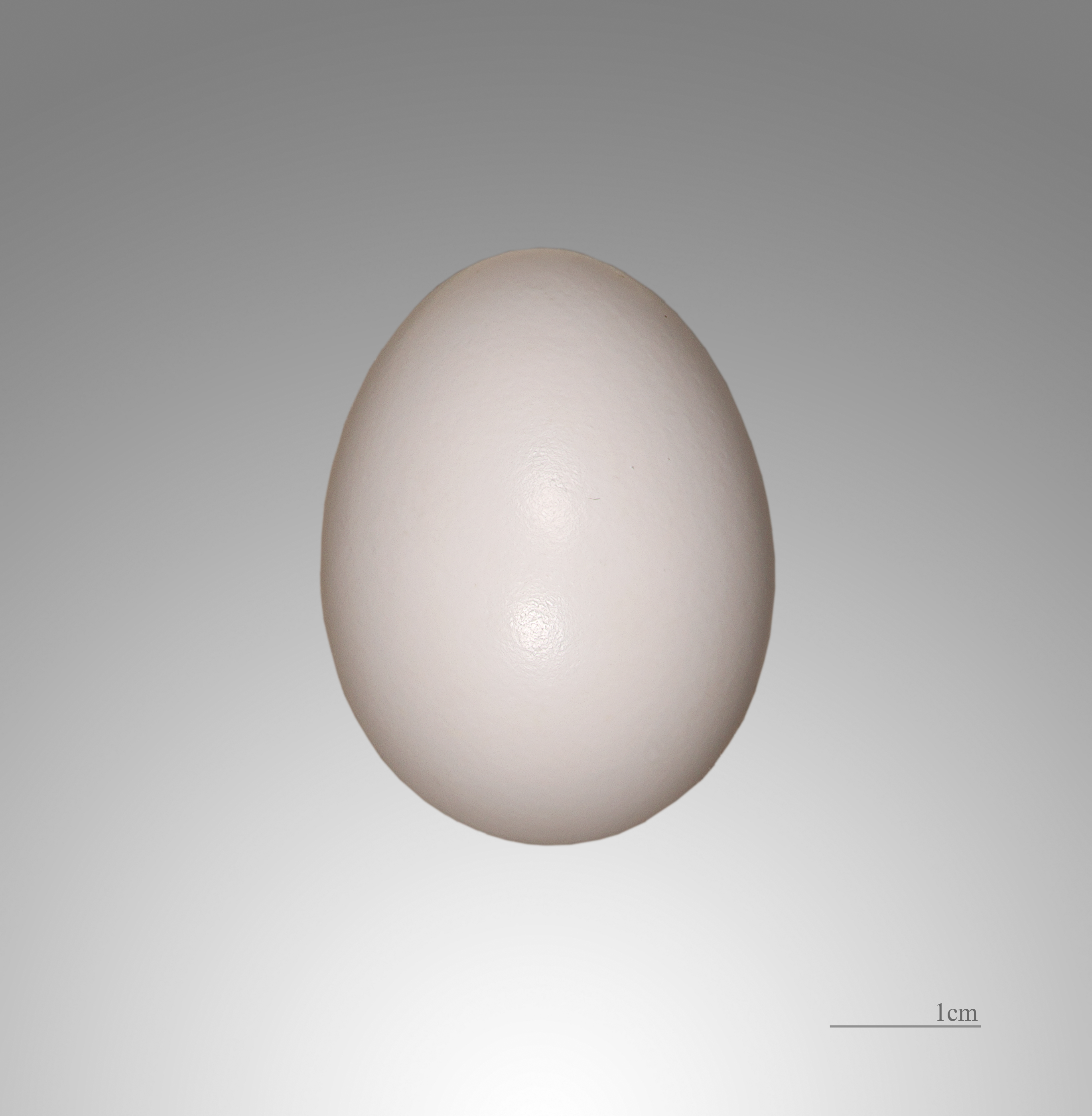
تخم (کبوتر کوهپایه Columba oenas)

کبوتر کوهپایه (نام علمی: Columba oenas)‏ پرندهای خوش‌آواز از راسته کبوترسانان و ردهٔ کبوتریان است که آوای آن در فصل بهار خوش‌تر است. به کبوتر جنگلی (Columba palumbus) شباهت زیادی دارد . تفاوت این دو پرنده وجود نوار سفید روی بال و لکه سفید روی گردن در کبوتر جنگلی است. تفاوتش با کبوتر چاهی هم فقدان سفیدی زیر بال‌ها و داشتن شاهپرهای پرواز تیره‌تر است.